# Schwulenreferat
Schwulenreferat ist ein Sammelbegriff für Institutionen innerhalb vieler Studierendenvertretungen an Universitäten, die sich um die Belange der homo- oder/und bisexuellen Studenten kümmern. Die Interessen von Studentinnen werden teilweise durch eigene Lesbenreferate vertreten, häufig aber integriert in Form eines Lesben- und Schwulenreferats.
Der rechtliche Status der Schwulenreferate variiert von Bundesland zu Bundesland oder von Hochschule zu Hochschule, ebenso die finanzielle Ausstattung. Das erste Schwulenreferat der Bundesrepublik wurde 1981 an der Freien Universität Berlin gegründet und gab damit den Anstoß für viele bis dahin nicht- oder halb-offizielle Schwulengruppen, sich zu organisieren, bzw. ihre Arbeit auf eine rechtliche Basis zu stellen.
Inzwischen verfügt fast jede größere Universität oder Fachhochschule in der Bundesrepublik über ein Schwulenreferat.

## Unterschiedliche Strukturen der Referate
Bedingt durch lokalspezifische Hochschulstrukturen, ergeben sich unterschiedliche organisationale 
Strukturen. Daraus ergeben sich diverse Möglichkeiten der Zielsetzung innerhalb eines Referates.

## Aufgaben und Ziele

### Politische Arbeit
Das Spektrum der politischen Arbeit der Schwulenreferate ist breit gefächert und kann beispielsweise Demonstrationen und Kundgebungen, aber auch Diskussionsabende und Vorträge beinhalten. Grundlegendes Ziel der politischen Arbeit ist die Emanzipation homosexueller Menschen und die Aufklärung über homosexuelle Lebensweisen und Lebenswirklichkeiten, um Vorurteile und Vorbehalte gegenüber Homosexuellen in unserer Gesellschaft abzubauen.

### Veranstaltungen
Die Schwulenreferate bieten verschiedene Veranstaltungen an, wie Erstsemesterabende, Vorträge, Filmabende, Diskussionen, Lesungen, Semesterabschlussveranstaltungen, externe Events, CSD, Ausflüge und Sportveranstaltungen. Mit den Veranstaltungen wollen die Schwulenreferate einen "geschützten Raum" für Schwule bieten, in dem jeder seine sexuelle Orientierung frei ausleben und seine persönliche schwule Identität ausbilden kann.
Je nach Veranstaltung kann der Schwerpunkt der Arbeit auf politischer oder sozialer Ebene liegen. Nahezu jedes Schwulenreferat in Deutschland verfolgt jedoch gleichzeitig soziale und politische Ziele.

### Beratung
Viele Schwulenreferate bieten unter anderem Beratung in Bezug auf das Coming Out, HIV/AIDS und Diskriminierung an der Hochschule an.

## Status als Referat
Inzwischen hat sich der Trend zu verschiedenen Formen geschlechtsbezogener Referaten gebildet. Es gibt sowohl Schwulen- und Lesbenreferate, aber auch gemischte Formen, in der auch transgeschlechtliche und bisexuelle Gruppen zusammengefasst werden. Um ihre Unabhängigkeit zu unterstreichen, führen einige den Namen autonomes Referat.

## Bundeshochschulschwulenreferatetreffen (BHSRT)
Das BHSRT ist eine Tagung schwul-lesbischer Hochschulgruppen, Referate,
Arbeitsgemeinschaften u. ä. der Bundesrepublik Deutschland. Es versteht
sich als bundesweites Informations- und Diskussionsforum für schwullesbische
Belange mit hochschulpolitischem Schwerpunkt. Ferner dient das Treffen der 
Vernetzungsarbeit und Koordination der gemeinsamen Aktivitäten.

### Geschichte
Das erste Treffen fand im Herbst 1982 in der heutigen Akademie Waldschlösschen statt.
Im Jahr 2007 feiern die Schwulenreferate das seit 25 Jahren stattfindende Treffen der Schwulenreferate in der Akademie Waldschlösschen.

### Wissenschaftliche Fortbildung
Die wissenschaftliche Fortbildung der Teilnehmer erfolgt in der Regel in Form von Vorträgen und anschließenden Diskursen mit den Referenten. Beispiele sind die Vorträge "Queer Studies" und "Das dritte Geschlecht". Aber auch Veranstaltungsteilnehmer, die an ihrer Hochschule zu relevanten Themen arbeiten, bringen sich mit Vorträgen und Workshops, wie beispielsweise "Homosexualität in islamischen Kulturen" ein. Durch den Austausch von Erfahrungen und Kontakten zu Referenten, den Austausch von Informationen über aktuelle Forschung im Bereich Queer Studies und Gender wird außerdem die wissenschaftliche Arbeit der Hochschulgruppen an den Universitäten gefördert.

## Bundestreffen schwuler, lesbisch-schwuler und queerer Hochschulreferate und -gruppen
Die Bundestreffen finden in jedem Semester einmal (in der Regel im November und im Mai) in Göttingen in der Akademie Waldschlösschen statt.
Das Treffen dauert jedes Mal von Donnerstag bis Sonntag. Ziel hierbei ist es, dass die Referate aus den verschiedenen Städten und Bundesländern eine Möglichkeit haben, sich untereinander zu vernetzen, Erfahrungswerte auszutauschen und falls es notwendig ist gemeinsame Entscheidungen als unabhängiges Gremium zu treffen.

### Bundeskoordinator
Als Mitglied der Bundeskonferenz vertritt der Bundeskoordinator die im Rahmen der Bundeskonferenz befassten Beschlüsse. Als externer Ansprechpartner organisiert er die Pressearbeit und steht für Fragen zu den aktuellen Themen der Konferenz zur Verfügung.